# UFJ銀行

UFJ銀行標誌

日聯銀行（日語：株式会社UFJ銀行），成立於2002年，由位於大阪的三和銀行與位於名古屋的東海銀行合併組成。商號中的「UFJ」是「United Financial of Japan」（直譯「日本聯合金融」）的簡寫。
日聯銀行以位於愛知縣名古屋市中區原東海銀行總行為總行，但實際上主要業務均在位於東京都千代田區大手町的東京本部進行。
因其前母公司UFJ控股與東京三菱金融集團在2005年10月1日合併為日本資產最多的金融機構三菱日聯金融集團，日聯銀行與東京三菱銀行合併為三菱東京UFJ銀行，成為三菱日聯金融集團的一部份。